# Roberto II de Normandía
Roberto II de Normandía, también Roberto I de Maine y Roberto Courteheuse (ca. 1051-3 de febrero de 1134), hijo primogénito de Guillermo I de Inglaterra y Matilde de Flandes, fue conde de Maine desde 1063 hasta 1069, y duque de Normandía desde 1087 hasta 1106 y pretendiente al trono de Inglaterra. Participó en la Primera Cruzada.
Su gobierno como duque fue marcado por su enfrentamiento con sus hermanos en Inglaterra. Este enfrentamiento finalizaría con la absorción de Normandía como una posesión del reino de Inglaterra.

## Biografía
Roberto fue el hijo mayor de Guillermo I de Inglaterra, apodado el Conquistador, el primer rey de Inglaterra de la dinastía normanda. Su madre fue Matilda de Flandes.
Su fecha de nacimiento no se conoce con exactitud. A menudo se localiza temporalmente en el año 1054, pero también podría ser en 1051. Cuando todavía era niño fue prometido con Margarita, la heredera de Maine, pero ella murió antes de que pudieran contraer matrimonio. Roberto no se casaría hasta ya avanzada la cuarentena. De su juventud se comenta que era valiente y tenía habilidad para los ejercicios militares. Sin embargo, también era vago y débil de carácter, rasgo que no agradaba a los nobles y que el rey de Francia aprovechó para sembrar la discordia con su padre Guillermo. No estaba de acuerdo con la cuota de poder que se le asignaba, por lo que tuvo un grave enfrentamiento con su padre y con sus hermanos.
En 1077 instigó su primera insurrección contra su padre, como resultado de una broma pesada de sus hermanos pequeños, Guillermo y Enrique, que le habían arrojado agua fétida encima. Roberto estaba furioso y, azuzado por sus compañeros, comenzó una pelea con sus hermanos que solo se interrumpió con la intercesión de su padre. Sin embargo, y sintiendo que su dignidad había sido dañada, Roberto se enfadó todavía más con su padre por no haber castigado a sus hermanos. El día siguiente Roberto y sus seguidores intentaron asediar el castillo de Ruan. El asedio no tuvo éxito, y el rey ordenó su arresto, por lo que Roberto tuvo que huir con sus compañeros y tomar refugio con Hugo de Chateauneuf-en-Thymerais. Tuvieron que huir de nuevo cuando el rey atacó su base.
Roberto huyó hasta la corte de su tío en Flandes para luego saquear el condado de Vexin, creando tal devastación que su padre se alió con el rey Felipe I de Francia para detener a su hijo rebelde. Las relaciones tampoco mejoraron cuando el rey descubrió que la madre de Roberto, Matilda de Flandes, enviaba dinero en secreto a su hijo. En enero de 1079 Roberto logró descabalgar al rey Guillermo en plena batalla y le hirió, deteniendo su ataque solo en el momento en que oyó la voz de su padre. Humillado, el rey maldijo a su hijo, levantó el asedio y volvió a Ruan.

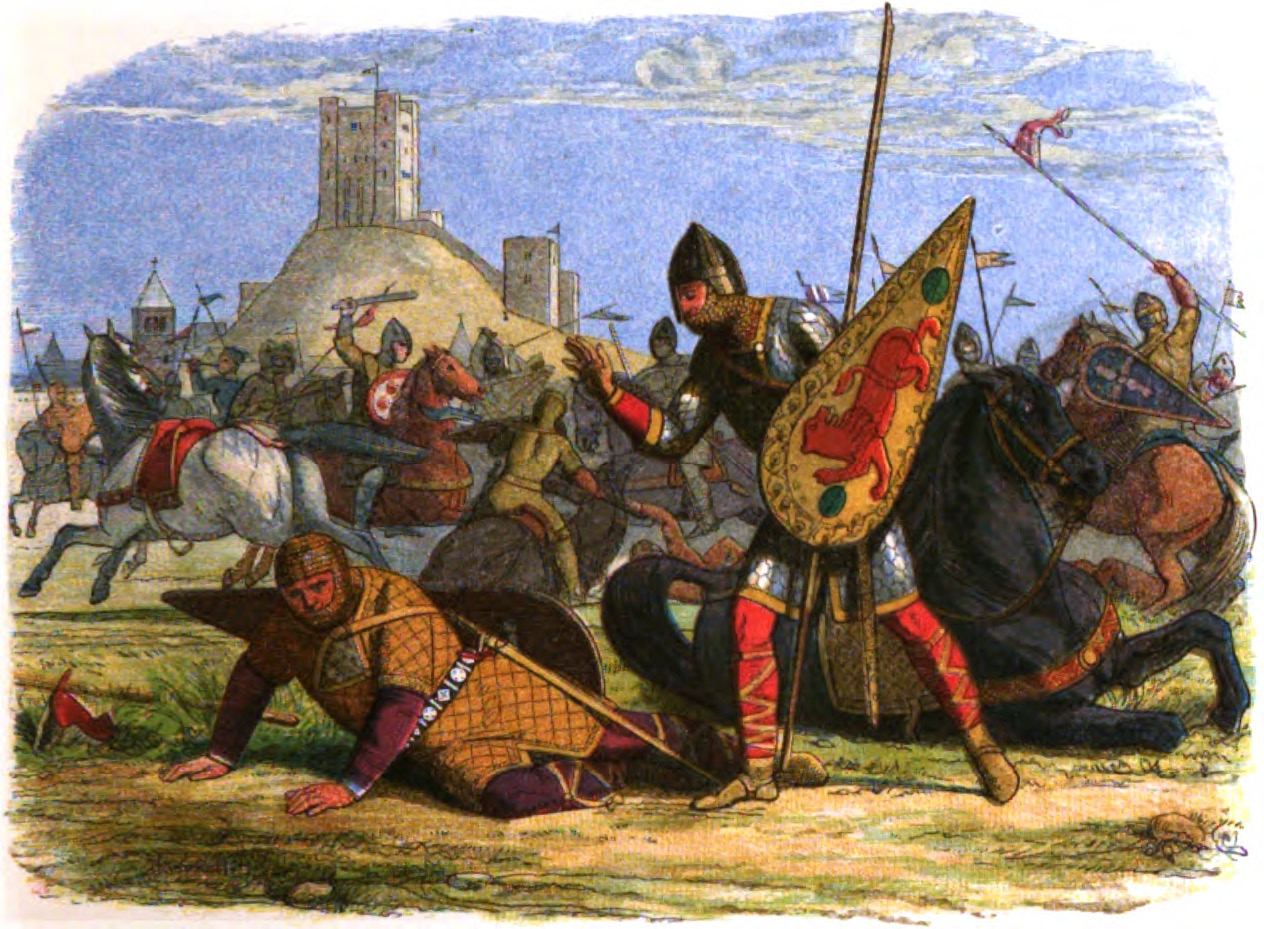
Roberto hiere a su padre. James William Edmund Doyle (1864).

Durante la pascua de 1080 padre e hijo volvieron a reunirse gracias a los esfuerzos de mediación de la reina Matilda, en una tregua que duró hasta 1083. Roberto parece que dejó la corte poco después de la muerte de su madre, y pasó varios años viajando por Francia, Alemania y Flandes. También visitó Italia en busca de la gran condesa Matilde de Canossa, pero no tuvo éxito.
Durante este periodo como caballero errante, Roberto tuvo varios hijos ilegítimos. Uno de ellos, Ricardo, parece que pasó buena parte de su vida en la corte real de su tío Guillermo y, al igual que él, murió en un accidente de caza en New Forest, en 1099. Una de sus hijas ilegítimas contrajo matrimonio con Elías de Saint-Saens.
En 1087 su padre murió a causa de las heridas sufridas en un accidente montando a caballo durante el asedio de Ruan. A su muerte, supuestamente quería desheredar a su hijo mayor, pero fue persuadido para dividir los dominios normandos entre sus dos hijos mayores. Roberto heredó el ducado de Normandía y Guillermo recibió el Reino de Inglaterra. El hijo menor, Enrique, recibió dinero para comprar tierras.
De los dos herederos principales, Roberto era considerado por la nobleza como una persona más débil, por lo que recibió el apoyo de todos aquellos nobles que, a ambos lados del canal de la Mancha, buscaban un rey cuya autoridad fuese más fácil de manipular. En el momento de la muerte de su padre, los dos hermanos llegaron a un acuerdo para nombrarse mutuamente herederos del otro, pero esta paz duraría menos de un año, puesto que con la adhesión de los barones a la causa de Roberto para desplazar a su hermano del trono comenzaría la Rebelión de 1088. Esta rebelión sin embargo, no tuvo éxito, en parte debido a que el propio Roberto no llegó en ningún momento a aparecer para apoyar a los rebeldes ingleses.
Roberto designó como nuevo asesor suyo a Ranulf Flambard, que había sido previamente asesor de su padre. Flambard terminaría convirtiéndose en un asesor financiero muy astuto, si bien también muy odiado, de la corte de Guillermo II, hasta la muerte de este último en 1100.

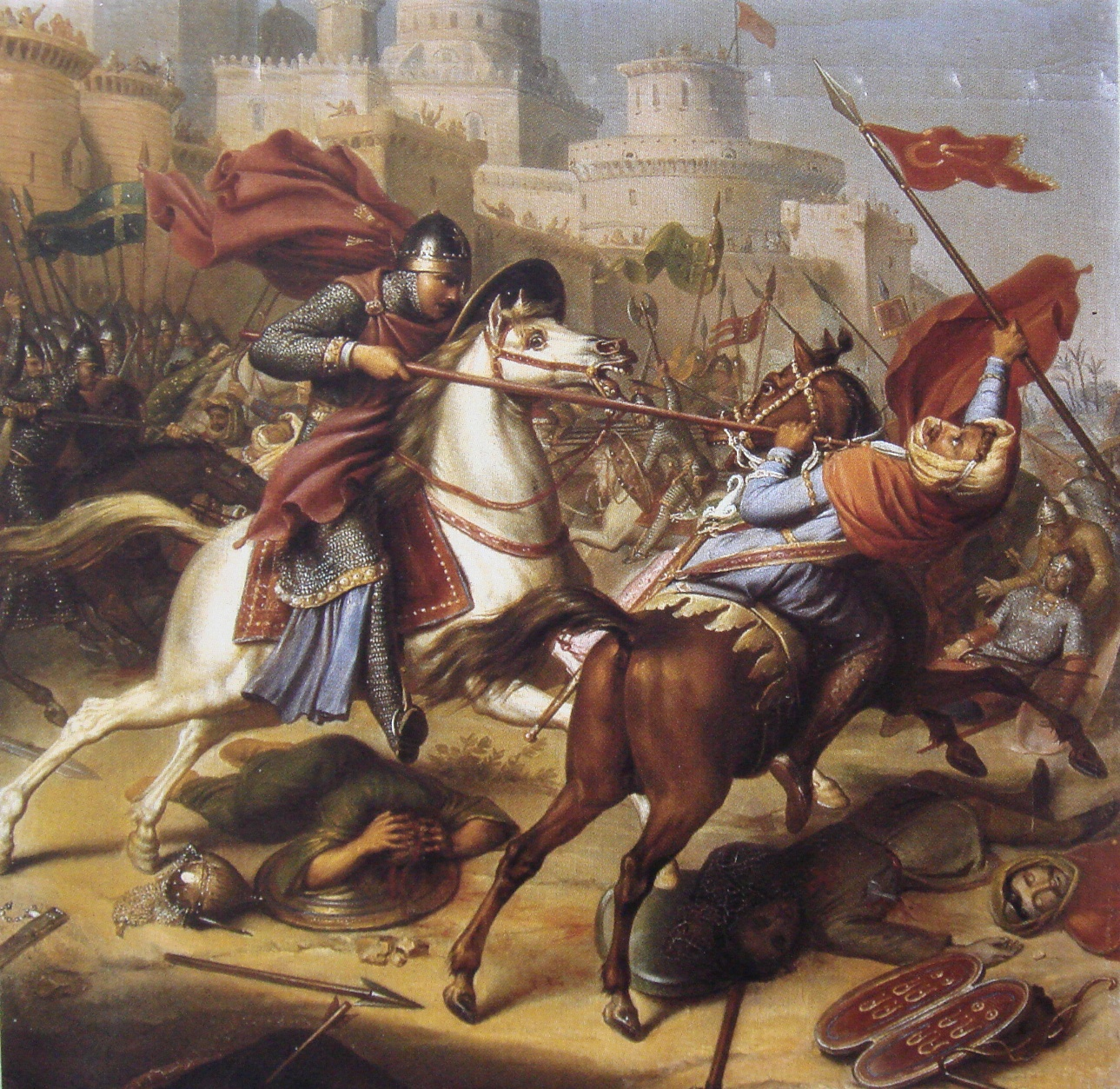
Roberto II de Normandía luchando en la Primera Cruzada, durante el Sitio de Antioquía.

En 1096 Roberto partió hacia Tierra Santa en la Primera Cruzada. En el momento de su partida, supuestamente era tan pobre que a menudo debía permanecer en la cama por falta de vestimenta. Con el fin de conseguir suficiente dinero para la cruzada hipotecó su ducado a su hermano Guillermo a cambio de una suma de 10 000 marcos.
Cuando Guillermo II murió el 2 de agosto de 1100, y según el acuerdo hereditario previo, Roberto debería haber heredado también la corona de Inglaterra. Sin embargo, en ese momento se encontraba viajando de vuelta de la Cruzada, y casándose con una joven y rica esposa para poder recomprar su ducado. Como resultado, su hermano Enrique fue capaz de consolidar su poder y conseguir convertirse él en el nuevo rey de Inglaterra.
A su retorno, Roberto dirigió una invasión a Inglaterra para tomar la corona usurpada por su hermano Enrique. En 1101 Roberto llegó a Portsmouth con su ejército, pero la falta de apoyo popular entre los ingleses, así como la incapacidad de Roberto de gestionar las tácticas de invasión permitieron a Enrique resistir. Roberto se vio obligado a través de la diplomacia a renunciar al trono de Inglaterra a través del tratado de Alton. 
En 1105, sin embargo, debido en parte a los continuos intentos de Roberto de sembrar la discordia en Inglaterra, y aprovechando también el desorden civil en Normandía, Enrique aprovechó para invadirla. En 1106 Enrique logró una victoria decisiva sobre Roberto en la batalla de Tinchebray, tras lo cual reclamó Normandía como posesión del reino de Inglaterra, situación que duraría durante casi un siglo. Roberto fue capturado tras la batalla, y fue encerrado en una prisión en el castillo de Devizes durante 20 años, para luego ser trasladado a Cardiff.
Murió en 1134, estando todavía en prisión en el castillo de Cardiff. Fue enterrado en la abadía de San Pedro, en Gloucester, si bien el lugar exacto de su enterramiento es difícil de establecer. La leyenda dice que solicitó ser enterrado frente al altar mayor, pero su efigie descansa en una cámara mortuoria distinta. La iglesia se convirtió más tarde en catedral.

## Sucesión
| Predecesor: Guillermo I de Inglaterra | Duque de Normandía 1087-1106 | Sucesor: Enrique I de Inglaterra |
| Predecesor: Gautier III de Vexin      | Conde de Maine 1063-1069     | Sucesor: Hugo V de Maine         |